# The Electric Alarm
Pour plus de détails, voir Fiche technique et Distribution.
The Electric Alarm est un film américain réalisé par Tod Browning, sorti en 1915.

## Fiche technique
- Titre : The Electric Alarm
- Réalisation : Tod Browning
- Producteur : H. E. Aitken
- Pays de production : États-Unis
- Format : Noir et blanc - 1,33:1 - Film muet
- Genre : court métrage
- Date de sortie : 1915

## Distribution
- Charles Gorman : Tom Elby
- Lilian Webster : Mary
- Lucy Payton : la mère de Mary
- A.E. Freeman : Ryley